# 연공: 안녕, 사랑하는 모든 것
《연공: 안녕, 사랑하는 모든 것》(戀空, Koizora)은 일본에서 제작된 이마이 나츠키 감독의 2007년 멜로/로맨스, 드라마 영화이다. 휴대 전화 소설 《연공》에 기반을 둔다. 아라가키 유이 등이 주연으로 출연하였다.
이 영화는 2007년 11월 3일 개봉했다.

## 출연

### 주연
- 아라가키 유이
- 미우라 하루마

### 조연
- 아사노 유코
- 아소우 유미
- 후카다 아키
- 하루
- 카리나
- 코이데 케이스케
- 마츠이 에리나
- 나카무라 아오이
- 조지 타카하시
- 우스다 아사미
- 야마모토 류지

## 기타
- 원작자: 미카
- 조명: 오노 아키라
- 미술: 나카자와 카츠미